# Mistrovství Evropy v jízdě na skibobech

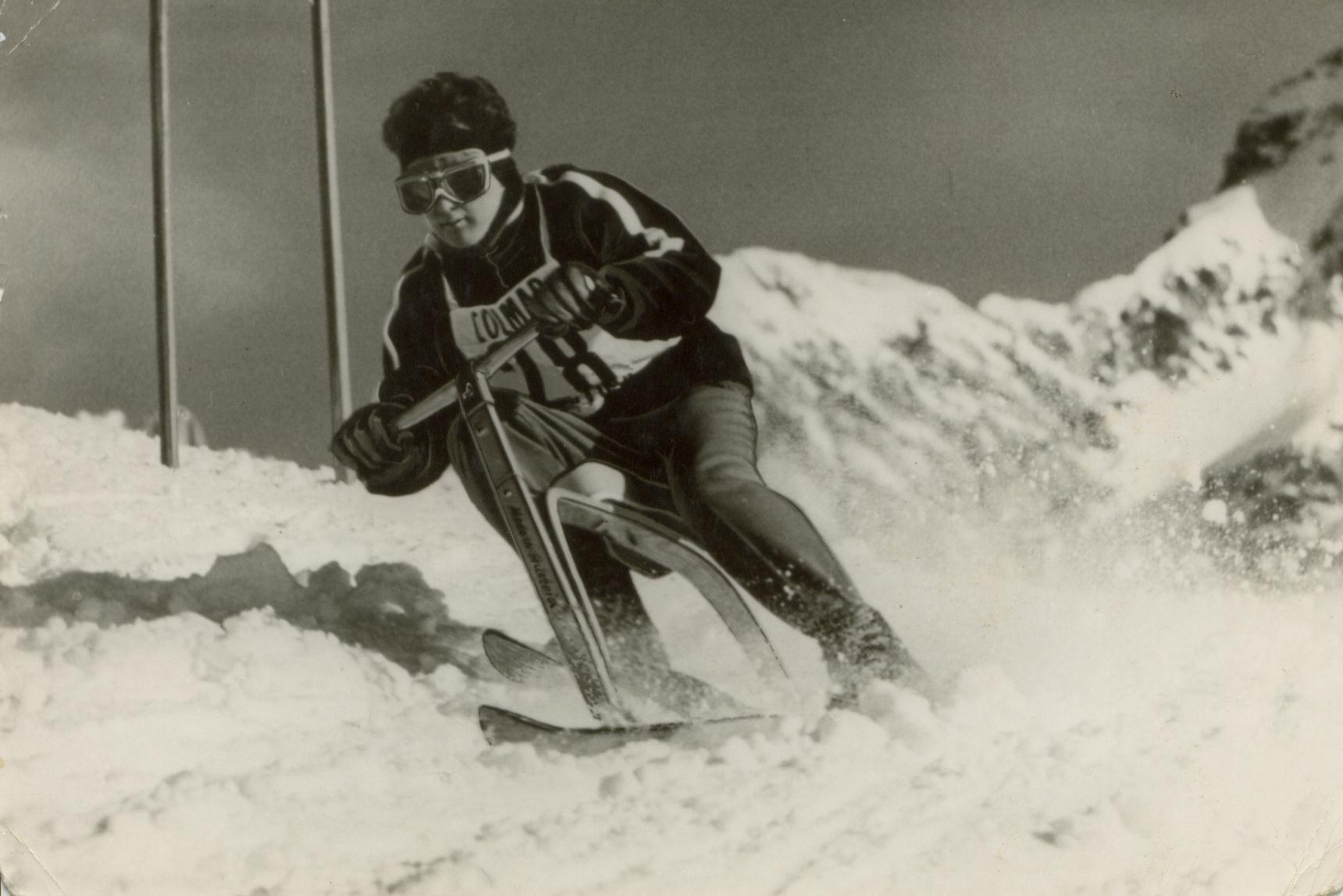
Erich Brenter na ME 1965

Mistrovství Evropy v jízdě na skibobech patřila od roku 1960 mezi kontinentální mistrovství, až do roku 1966 se konala každoročně. V roce 1967 se konalo první mistrovství světa a obě mistrovství se od té doby střídala. Pravděpodobně kvůli malému rozšíření tohoto sportu převážně jen na evropském kontinentu se však poslední mistrovství Evropy konalo v roce 1982 a mistrovství světa se od roku 1987 konají s přestávkami každoročně.

## Disciplíny
- sjezd / abfahrt
- slalom / slalom
- obří slalom / riesenslalom
- kombinace / (alpine) kombination (?)

## Výsledky mužů

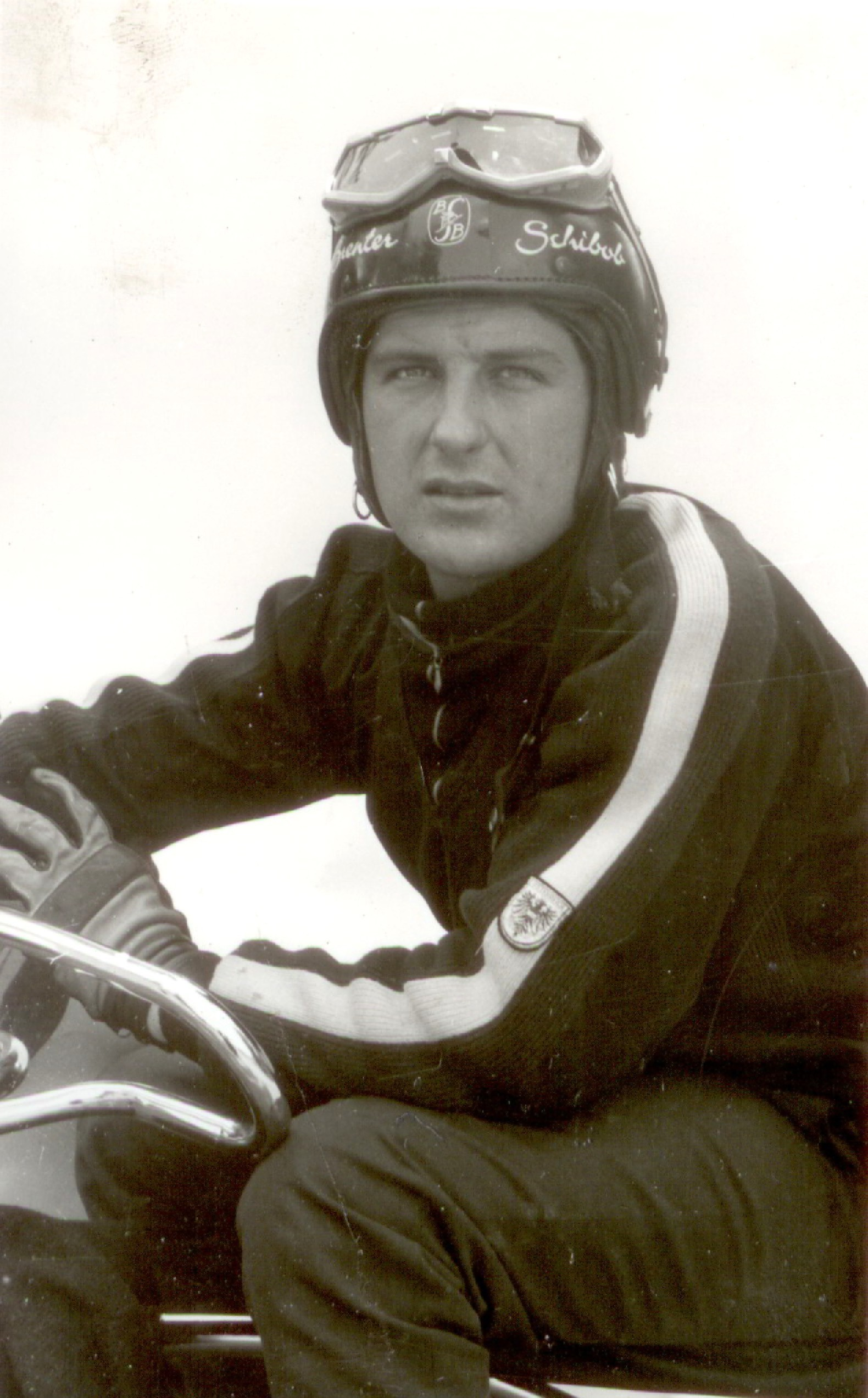
Erich Brenter na ME 1966, St Johann

| Rok  | Místo     | Sjezd                | Slalom          | Obří slalom            | Kombinace            |
| ---- | --------- | -------------------- | --------------- | ---------------------- | -------------------- |
| 1960 |           |                      |                 |                        |                      |
| 1961 |           |                      |                 |                        |                      |
| 1962 |           |                      |                 |                        |                      |
| 1963 |           |                      |                 |                        | Willi Brenter        |
| 1964 |           |                      |                 |                        | Willi Brenter (2)    |
| 1965 |           | Erich Brenter        |                 | Hermann Rauscher       | Erich Brenter        |
| 1966 | St Johann | Willi Brenter        |                 | Willi Brenter          | Willi Brenter (3)    |
| 1968 |           | Josef Pitzer         |                 | Silvio Schauberger     | Silvio Schauberger   |
| 1970 |           | Alois Fischbauer     |                 | Alois Fischbauer       | Alois Fischbauer     |
| 1972 |           | Silvio Schauberger   |                 |                        |                      |
| 1974 |           | Alois Fischbauer (2) |                 | Silvio Schauberger (2) | Alois Fischbauer (2) |
| 1976 |           | Jiří Moulis          |                 | Wolfgang Fletzberger   | Wolfgang Fletzberger |
| 1978 |           | Hans Irausek         | Hans Irausek    | Hans Irausek           | Hans Irausek         |
| 1980 |           | Matthias Höller      | Lorenz Müller   | Lorenz Müller          | Lorenz Müller        |
| 1982 |           | Walter Kroneisl      | Walter Kroneisl | Walter Kroneisl        | Walter Kroneisl      |
| 1984 |           | Willi Dimmer         | Walter Kroneisl | Felix Breitenmoser     | Richard Novak        |
| 1986 |           | Willi Dimmer         |                 | Willi Dimmer           | Willi Dimmer         |

## Výsledky žen
| Rok  | Místo     | Sjezd              | Slalom               | Obří slalom            | Kombinace           |
| ---- | --------- | ------------------ | -------------------- | ---------------------- | ------------------- |
| 1960 |           |                    |                      |                        |                     |
| 1961 |           |                    |                      |                        |                     |
| 1962 |           |                    |                      |                        |                     |
| 1963 |           |                    |                      |                        | Uschi Stoll         |
| 1964 |           |                    |                      |                        | Uschi Stoll (2)     |
| 1965 |           | Elfriede Gaulhofer |                      | Elfriede Gaulhofer     | Elfriede Gaulhofer  |
| 1966 | St Johann | Otti Seitlinger    |                      | Otti Seitlinger        | Otti Seitlinger     |
| 1968 |           | Gerhild Schiffkorn |                      | Gerhild Schiffkorn     | Gerhild Schiffkorn  |
| 1970 |           | Waltraud Jost      |                      | Waltraud Jost          | Waltraud Jost       |
| 1972 |           | Anita Zeiler       |                      |                        |                     |
| 1974 |           | Gertrude Gebert    |                      | Gertrude Gebert        | Gertrude Gebert     |
| 1976 |           | Gudrun Müller      |                      | Gertrude Gebert (2)    | Gertrude Gebert (2) |
| 1978 |           | Angret Ertler      | Sonja Kehrer         | Gerhild Schiffkorn (2) | Hannelore Gigler    |
| 1980 |           | Gudrun Müller (2)  | Alana Hanousková     | Gudrun Müller          | Gudrun Müller       |
| 1982 |           | Petra Wlezcek      | Alana Hanousková (2) | Alana Hanousková       | Alana Hanousková    |
| 1984 |           | Maria Höller       | Petra Wlezcek        | Petra Wlezcek          | Petra Wlezcek       |
| 1986 |           | Manuela Winter     | Maria Höller         | Petra Wlezcek (2)      | Maria Höller        |